# Anemone oregana
Anemone oregana är en ranunkelväxtart som beskrevs av Asa Gray. Anemone oregana ingår i släktet sippor, och familjen ranunkelväxter. Utöver nominatformen finns också underarten A. o. felix.

## Bildgalleri

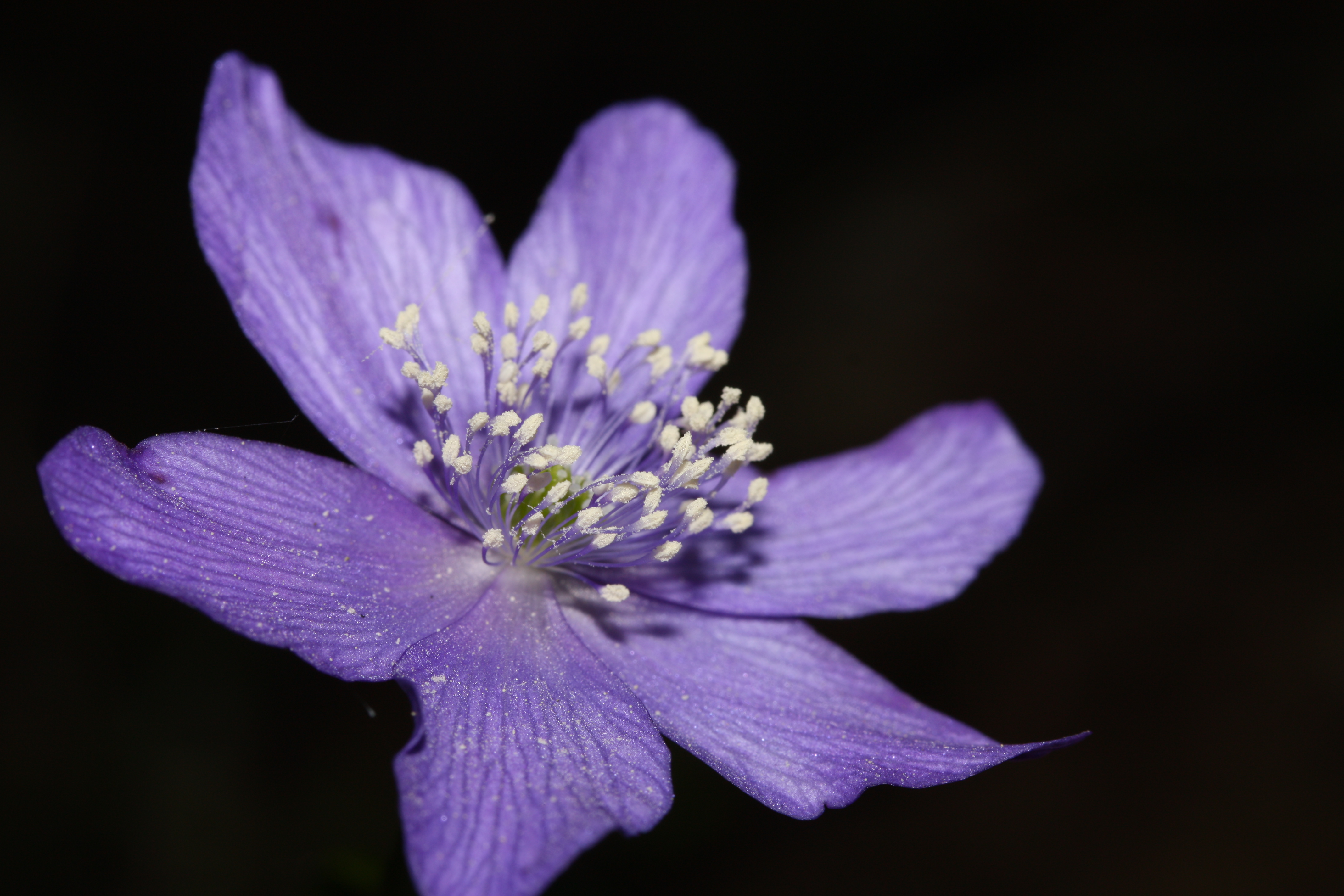
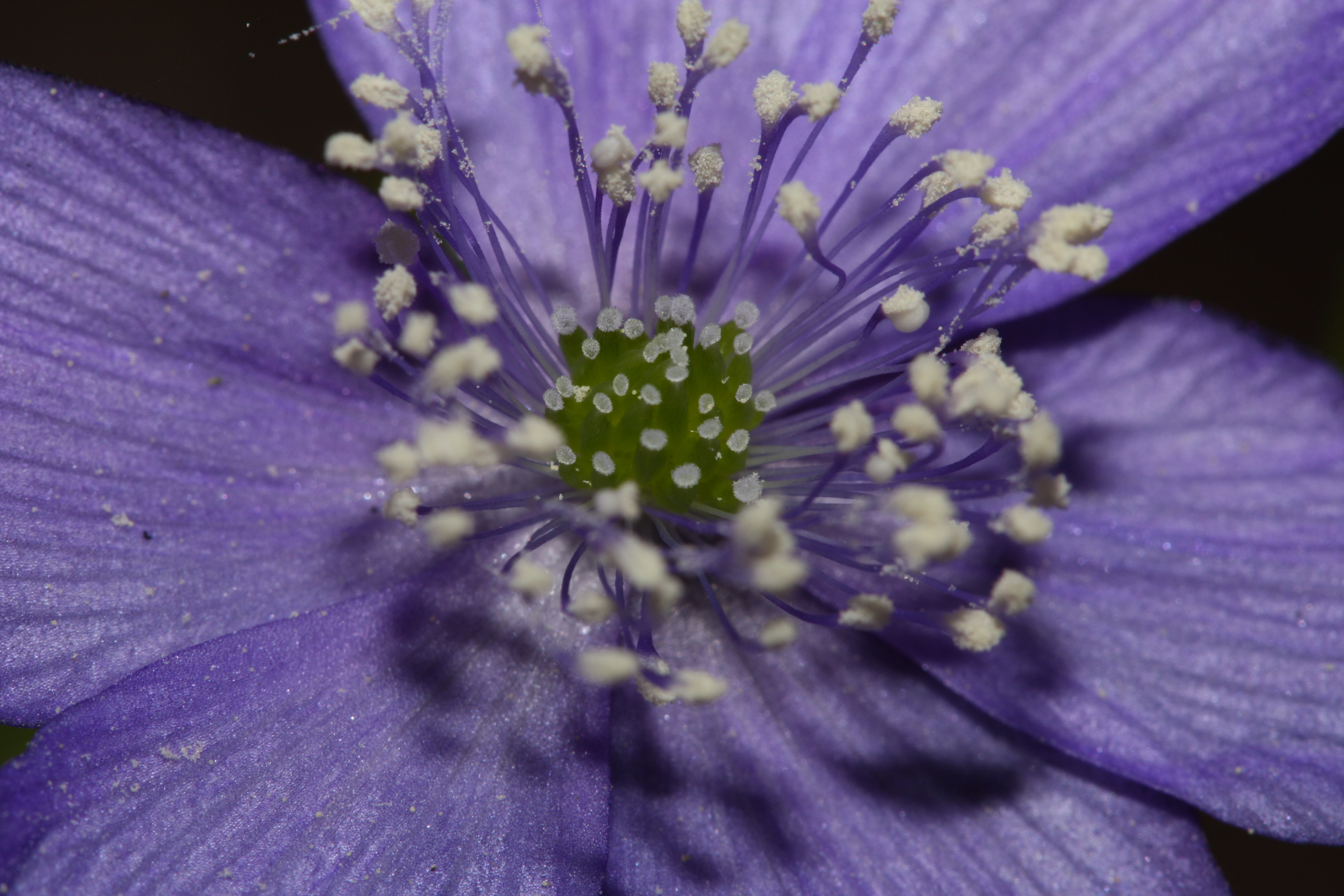
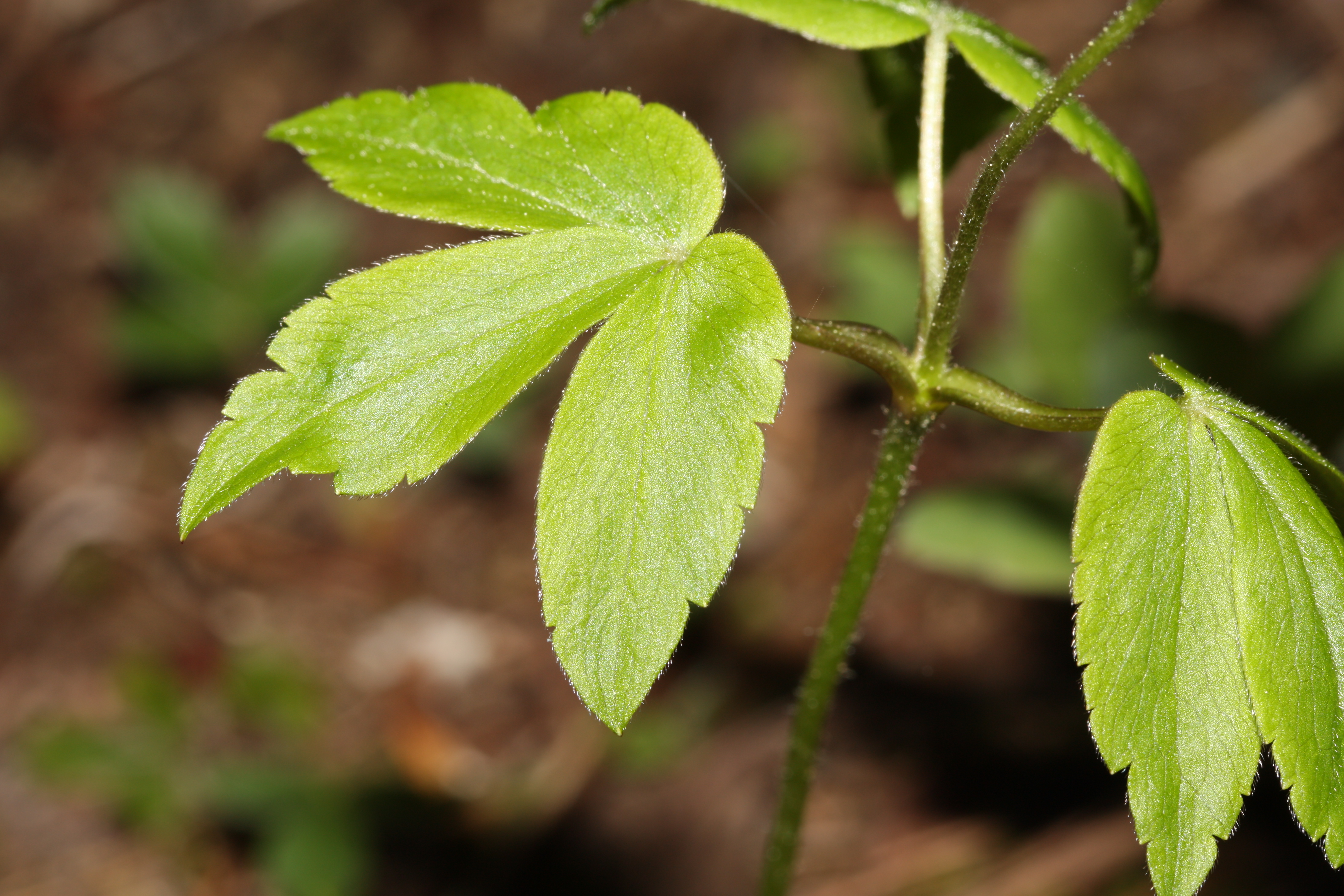
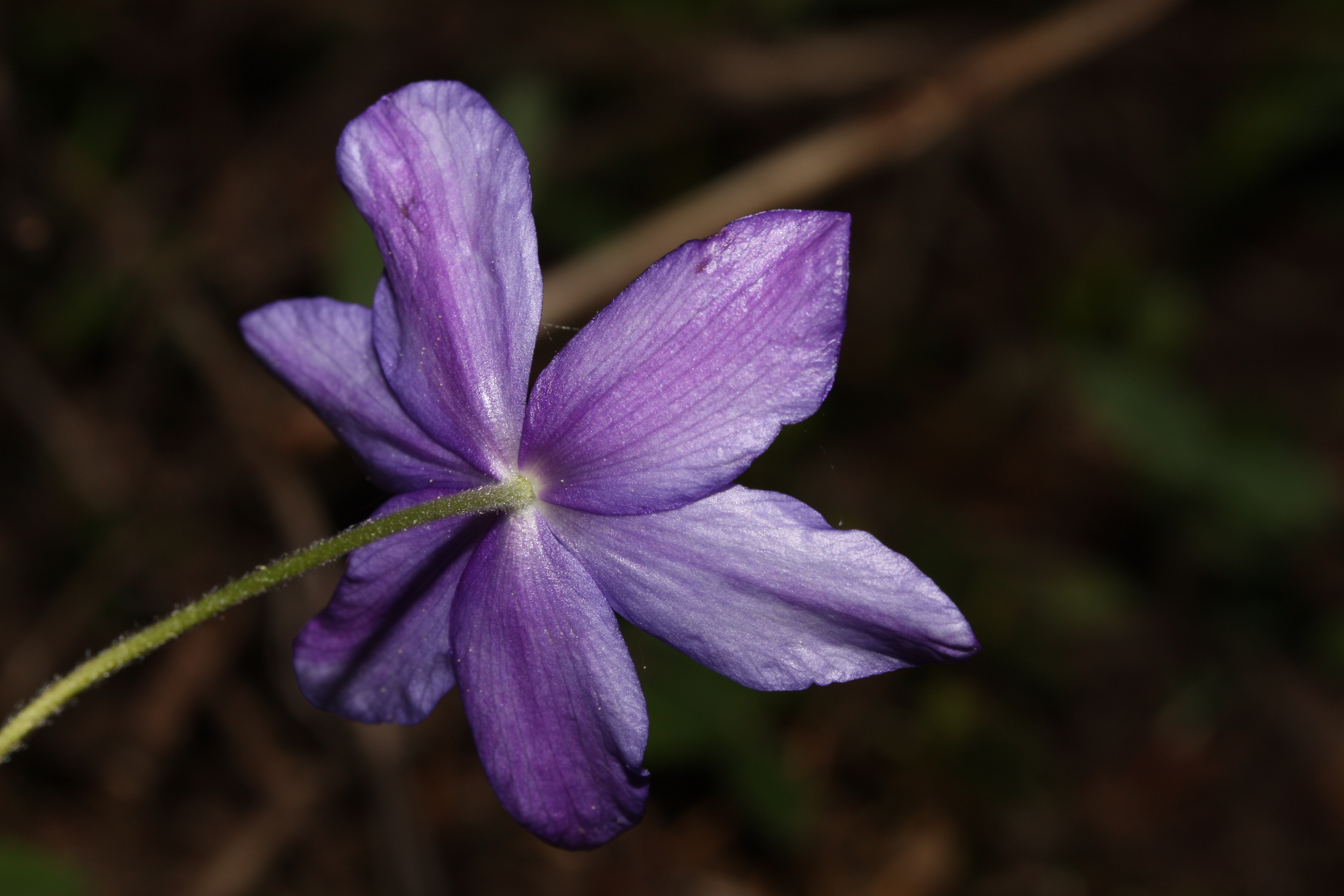
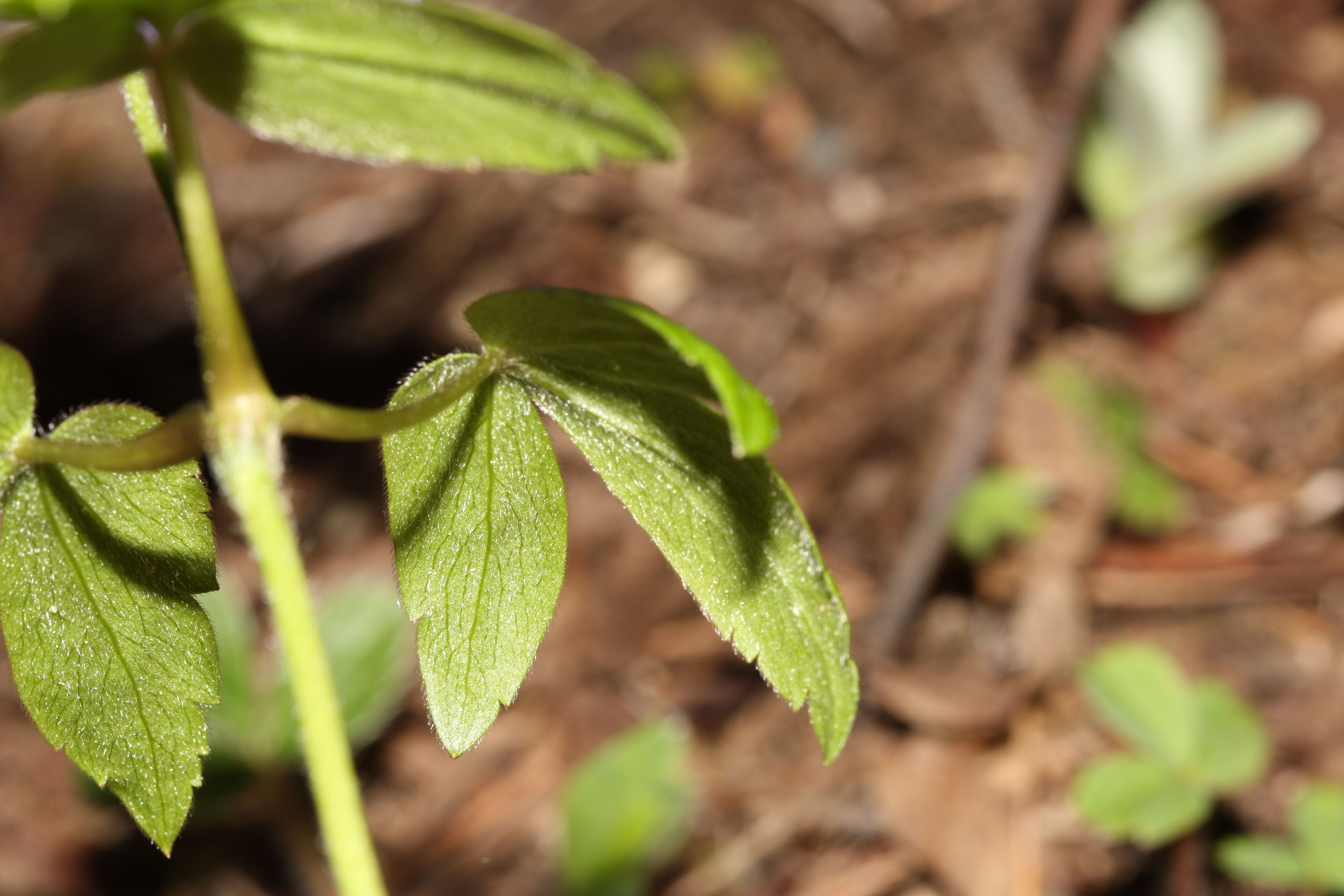
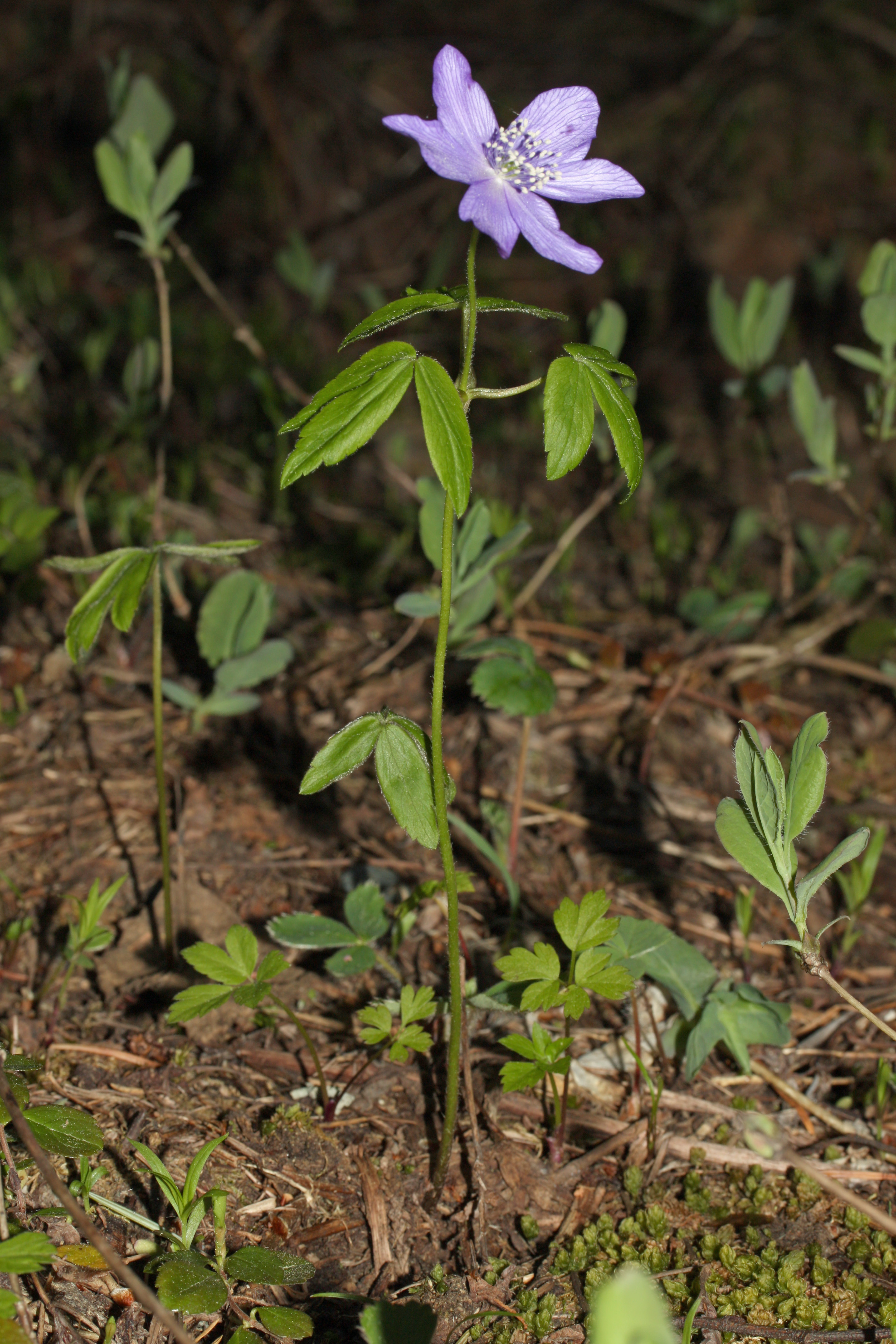